# Иглобрюхи-попугайчики
Иглобрюхи-попугайчики, или коломезусы (лат. Colomesus) — род лучепёрых рыб семейства иглобрюховых отряда иглобрюхообразных. Тропические придонные рыбы, обитающие в пресных и солоноватых водах Вест-Индии, Центральной и северной части Южной Америки, включая бассейн Амазонки. Длина тела без хвостового плавника достигает до 13 см у C. asellus и 29 см у C. psittacus.

## Виды
В роде Colomesus 2 вида:
- Colomesus asellus
- Colomesus psittacus — Зебровый тетраодон